# Roderich Menzel

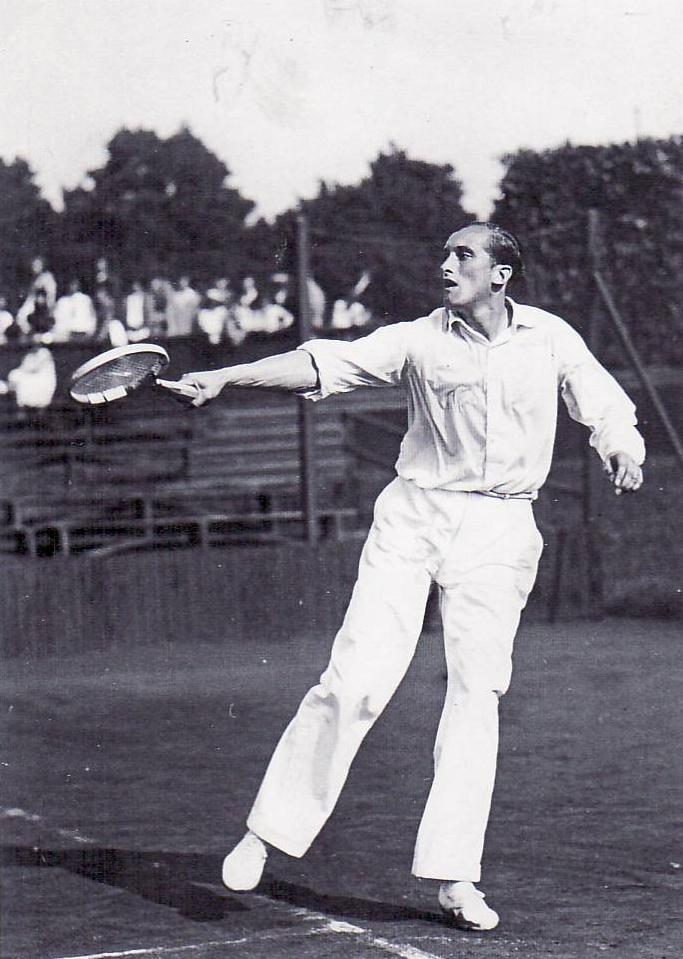
Roderich Menzel.

Roderich Menzel, född 13 april 1907, Liberec, Tjeckoslovakien, död 18 oktober 1987 i München var en tjeckisk-tysk tennisspelare, känd som framgångsrik Davis Cup-spelare.

## Tenniskarriären
Roderich Menzel växte upp i Tjeckoslovakien i det tyskspråkiga området Sudetenland. I början av sin tenniskarriär spelade han för Tjeckoslovakien, också som Davis Cup- spelare. Då Sudetenland 1938 införlivades med Tyskland, kom Menzel under ett år (1939) istället att spela i det tyska DC-laget. Han spelade totalt 84 DC-matcher under perioden 1928-39 (undantaget 1936), varav åtta för Tyskland. Han vann totalt 61 av sina DC-matcher. 
I Menzels allra första framträdande som Davis Cup-spelare (i maj 1928) mötte det tjeckoslovakiska laget ett lag från Sverige. Svenskarna besegrades med 4-1 i matcher. Menzel vann sina båda singelmatcher över Sune Malmström (6-3 6-3 3-6 7-5) och Ingvar Garell (6-2 6-0 5-7 8-6). I maj 1939, då för det tyska DC-laget, spelade Menzel två singelmatcher i ett nytt möte mot ett svenskt lag. Landskampen, som spelades i Berlin, slutade med tysk 4-1-seger. Menzel besegrade Morgan Hultman (6-0 6-2 6-1) och Kalle Schröder (2-6 6-3 6-3 6-3). 
Som DC-spelare noterade Menzel segrar också över spelare som Takeichi Harada, Manuel Alonso, Jack Crawford, Henner Henkel och Christian Boussus. Däremot besegrades han vid olika tillfällen av Fred Perry och Gottfried von Cramm.
Perioden 1934-38 rankades Menzel som en av världens tio bästa amatörspelare. Som bäst, 1936, rankades han på fjärde plats. Han var åtta gånger tjeckoslovakisk mästare och vann 1931 de internationella tyska mästerskapen i Hamburg. 
Han nådde 1938 singelfinalen i Grand Slam-turneringen Franska mästerskapen. Han förlorade finalen mot amerikanen Donald Budge (3-6, 2-6, 4-6) som samma säsong vann en äkta Tennisens Grand Slam. 
Efter tenniskarriären verkade Menzel bland annat som författare.